# 羅薩里奧國家公園
16°31′38″N 90°09′36″W / 16.52722°N 90.16000°W
羅薩里奧國家公園是危地馬拉的國家公園，位於該國北部貝登省，成立於1980年，面積11平方公里，該國家公園以區內的湖泊命名。